# Hammered
Hammered je šestnácté studiové album anglické heavymetalové skupiny Motörhead. Vydalo jej dne 9. dubna 2002 hudební vydavatelství Sanctuary Records a jeho producenty byli Thom Panunzio a Chuck Reed společně se skupinou Motörhead. Autorem obalu alba je dlouholetý spolupracovník skupiny Motörhead Joe Petagno. Vedle členů skupiny se na albu podílel například Dizzy Reed.

## Seznam skladeb
| Pořadí | Název               | Délka |
| ------ | ------------------- | ----- |
| 1.     | Walk a Crooked Mile | 5:53  |
| 2.     | Down the Line       | 4:23  |
| 3.     | Brave New World     | 4:03  |
| 4.     | Voices from the War | 4:28  |
| 5.     | Mine All Mine       | 4:12  |
| 6.     | Shut Your Mouth     | 4:08  |
| 7.     | Kill the World      | 3:39  |
| 8.     | Dr. Love            | 3:49  |
| 9.     | No Remorse          | 5:18  |
| 10.    | Red Raw             | 4:04  |
| 11.    | Serial Killer       | 1:45  |

## Obsazení
Motörhead
- Lemmy – zpěv, baskytara
- Phil Campbell – kytara
- Mikkey Dee – bicí

Ostatní
- Dizzy Reed – klavír
- Triple H – zpěv